# About Sarah
About Sarah is een Amerikaanse televisiefilm uit 1998.

## Verhaal
Sarah Elizabeth McCaffrey is een mentaal gehandicapte vrouw van middelbare leeftijd die in huis is genomen door - zoals later blijkt - haar tante Rose. Ze heeft een dochter, Mary Beth, die - zoals ook later blijkt - voortkomt uit een verkrachting. Mary Beth staat op het punt medische studies aan te vatten als Rose overlijdt. Mary Beth krijgt via Rose' testament het voogdijschap over Sarah toegewezen en staat gezien haar nakende studies in een tweestrijd. Haar tante Lila - in feite haar grootmoeder - wil Sarah in een tehuis plaatsen terwijl Mary Beth haar handelingsbekwaam wil laten verklaren zodat ze zelfstandig kan worden; iets waartoe ze tot dan nooit de kans kreeg. Lila vecht dit aan maar draait later toch bij. Ondertussen wordt Sarah nog opgelicht door een man die doet of hij van Sarah houdt maar er uiteindelijk met haar geld vandoor gaat. Ten slotte gaat Sarah samenwonen met enkele eveneens mentaal gehandicapte vriendinnen.

## Rolbezetting
| Acteur           | Personage                 | Opmerkingen                                  |
| ---------------- | ------------------------- | -------------------------------------------- |
| Mary Steenburgen | Sarah Elizabeth McCaffrey | Mentaal gehandicapte vrouw                   |
| Kellie Martin    | Mary Beth McCaffrey       | Sarahs dochter                               |
| Marion Ross      | Rose McCaffrey            | Mary Beths grootmoeder die voor Sarah zorgde |
| Diane Baker      | Lila Hollingsworth        | Sarahs (echte) moeder                        |
| Nick Searcy      | Johnny                    | Bloemenleverancier die Sarah oplicht         |
| Chad Christ      | Mike                      | Mary Beths vriendje                          |
| Steven Gilborn   | Lew Roth                  | Sarah en Mary Beths advocaat                 |

## Prijzen en nominaties
De film won of werd genomineerd voor volgende prijzen:
- American Cinema Editors 1999: Winnaar Eddie beste montage van een twee uur durende film voor commerciële televisie voor Henk Van Eeghen.
- Breckenridge Festival of Film 1998:
  - Winnaar Best of the Fest drama voor Joel Rice (uitvoerend producent).
  - Winnaar Best of the Fest voor Susan Rohrer.
- Christopher Awards 1999: Winnaar Christopher Award voor de producenten.
- Columbus International Film & Video Festival 1998: Winnaar Bronzen Plaat de kunsten.
- Screen Actors Guild Awards 1999: Nominatie Uitstekende prestatie door een vrouwelijke acteur in een miniserie of televisiefilm voor Mary Steenburgen.